# Alfredo Gómez Cerdá
Alfredo Gómez Cerdá (Madrid, 6 de julio de 1951) es un escritor español.

## Biografía
Dio sus primeros pasos hacia el teatro y la cultura española, pero es más conocido por sus obras para el público infantil y juvenil , terreno en el que se ha convertido en uno de los autores de referencia. Ha publicado más de ciento sesenta libros, entre cuentos, novelas y teatro; ha escrito varios guiones para cómic, ha colaborado en prensa y en revistas especializadas y ha participado en numerosas actividades relacionadas con la literatura infantil y juvenil, dentro y fuera de España.

## Obra

### Narrativa

#### Narrativa infantil
- Las palabras mágicas (1984)
- La ciudad que tenía de tod (1988)
- La sexta tele (1991).
- El monstruo y la bibliotecaria (1991).
- El secreto del gran río(1991)
- La gota de lluvia (1993)
- Amelia, Amelia y Emilia (1993).
- La jefa de la banda (1993).
- El tesoro del barco fantasma (1994).
- A través del cristal empañado (1994).
- El mago del paso subterráneo (1995).
- El negocio de papá (1996).
- Cuando sea mayor (1996).
- Habitación doble para uso individual (1996).
- El viaje del señor Sol (1997).
- La maga Colasa y el globo (1997).
- Cuaderno de besos (1998).
- El Ave del Amanecer (1998).
- Habitantes del río (1998).
- Primo Cochinete (1998).
- Papá y mamá son invisibles (1998).
- El cuarto de las ratas (1998).
- El cofre del pirata (1998).
- El balcón de la bruja sin nombre (1999).
- La sombra del gran árbol (2000).
- Hacer el indio, serie Soy... Jerónimo (2000).
- Un monstruo en mi espejo, serie Soy... Jerónimo (2000).
- El jardín de las mascotas, serie Soy... Jerónimo (2000).
- Pista de patinaje, serie Soy... Jerónimo (2000).
- ¿Tienes novia, Jerónimo?, serie Soy... Jerónimo (2000).
- El mandamás, serie Soy... Jerónimo (2000).
- Andrea y el cuarto rey mago (2001).
- Cerote, el rey del gallinero (2001).
- Las trenzas de Luna (2001).
- La noche de la ciudad mágica (2002).
- Manolo Multón y el mago Guasón (2002).
- El tren saltamontes (2003).
- Los dos amigos de la golondrina (2003).
- Tejemaneje y Estropajo (2004).
- Un perro con suerte (2004).
- La montaña más bella (2004).
- Cuando Miguel no fue Miguel (2004).
- El tigre que tenía miedo a las gallinas (2004).
- Pigacín (2005).
- Soy...Jerónimo (2005).
- Timo Rompebombillas (nueva edición, 2005).
- Oficio miserable (2005).
- Oso tramposo (2006).
- El árbol de la esquina (2006).
- Primo Cochinete (2006).
- Tras la pista del abuelo (2006).
- El monstruo y la bibliotecaria (nueva edición, 2006).
- El tesoro más precioso del mundo (2007).
- Más grande que yo (2007).
- La reina de las montañas (2007).
- El sabio de las cuatro orejas (2007).
- El gigante invisible (2008).
- Pigacín y los grandullones (2008).
- Mari Pepa y el club de los pirados (2009).
- El ratón de Laviana (2009).
- El botín de Atolondrado (2010).
- La lección de Cuatro Patas (2010).
- Un tren de cine (2010).
- Amor de gato (2010).
- Mateo y el saco con fondo (2011).
- El secreto de Papá Noel (2012).
- Las venas de la montaña negra (2012).
- Allegro (2013)
- Silvia y su triciclo (2013)
- Dos problemas y medio (2013)
- La bicicleta crecedera de Óscar (2013)
- Cuando Papá Noel se compró un camión (2013)
- Un esguince en el cerebro (2016)
- Tuvo la culpa Fanfalone (2018) - Serie Misterios de Fanfalone 1
- Está raro Fanfalone (2018) - Serie Misterios de Fanfalone 2
- Radio Cotilla Fanfalone (2019) - Serie Misterios de Fanfalone 3
- Fanfalone quiere ser esquina (2020) - Serie Misterios de Fanfalone 4
- Secuestro de Fanfalone dos puntos (2021) - Serie Misterios de Fanfalone 5
- El secreto de las falsas gemelas (2020)
- Siete llaves para abrir los sueños (2020)
- Serafín y Serafina (2020)
- Cerote y Flan (2021)
- Oso tramposo (2022)
- Mi mamá, mi mánager (2023)

#### Narrativa juvenil
- La casa de verano (1985). (Segundo premio "Gran Angular")
- Pupila de águila (1989).
- Anoche hablé con la luna (1993).
- Sin billete de vuelta (1994).
- Peregrinos del Amazonas (1994).
- El beso de una fiera (1996). (Premio "Lector")
- Sin máscara (1996).
- Con los ojos cerrados (1997).
- La séptima campanada (1998).
- El archipiélago García (1998).
- La Celestina con los cinco sentidos (1999).
- La última campanada (2000).
- La puerta falsa (2001).
- La luz de las estrellas muertas (2001).
- Dos plumas de águila (2002).
- Las siete muertes del gato (2004).
- Soles negros (2005).
- Palabra de Nadie (2005) / (2013).
- Noche de alacranes (2005). (Premio "Gran Angular")
- Eskoria (2006).
- Menguante (2007).
- Barro de Medellín (2008). (Premio "Ala Delta" y Premio Nacional de Literatura Infantil y Juvenil 2009)
- Autobiografía de un cobarde (2008).
- El rostro de la sombra (2011). (Premio "Hache")
- ¡¿Y para qué sirve un libro?! (2011).
- ¿Policía o fotógrafo? (2013).
- Pasos de marioneta (2014).
- Dímelo con los ojos (2014).
- Los fantasmas del paraíso (2015).
- El vértigo de los canallas (2018)
- Ninfa rota (2020)
- Niñato entrometido (2021)
- Los recuerdos de los demás (2022)
- Nosotros no somos de este mundo (2023)

#### Teatro
- La guerra de nunca acabar (2002).
- Pirámides (2004).
- Santi el Mugre (2007).
- El tesoro más precioso del mundo (narrativa y teatro, 2007).
- El resplandor de la hoguera (2011). Inédito.

#### Obras colectivas
- El rey Papamoscas, dentro del libro Compañero de sueños (1992)
- Compañeros de viaje, dentro del libro Un barco cargado de cuentos (1996)
- El ladrón de libros, dentro del libro Va de cuentos (1999)
- El pequeño lago azul, dentro del libro Cuentos azules (2001)
- El cofre del pirata, dentro del libro Cuentos para soñar, sueños para contar (2003)
- Kamikazes, dentro del libro Relatos de hoy I Antología para jóvenes lectores (2006)
- Últimas noticias de Transilvania, dentro del libro Por el libro (2007)
- Soldaditos de madera, dentro del libro Homenaje a los niños de 1808 (2008)
- Figura de carbón, dentro del libro 21 relatos contra el acoso escolar (2008)
- Vida de Ausencio Olmo, dentro del libro 8 maneras de contar (2008)
- El día que los aviones fueron a la huelga, dentro del libro Atlántico (2009)
- El secreto de sus secretos, dentro del libro Cuentos a la orilla del sueño (2010)
- La oscuridad en el país del sol, dentro del libro El viaje del polizón (2012)
- El único trabajo de mi vida, dentro del libro Diez miradas (2016)
- 11 Premios Nacionales, once maneras de escribir (2017)
- Aurora o nunca, novela juvenil colectiva - Primer volumen de la serie de novelas de Aurora (2018)[3]
- Parecemisombra, dentro del libro Cuarenta cuentos a todo vapor (2018)
- Como una cornada, dentro del libro Como tú. 20 relatos + 20 ilustraciones por la igualdad (2019)
- Un cuento del futuro, dentro del libro Cuento contigo. 20 cuentos solidarios (2020)
- El secreto de Papá Noel, dentro del libro Un cuento y... ¡a dormir! (2020)
- Medidas de choque contra la crisis, dentro del libro Sueños de Cajamarca (2021)
- Aurora y en la hora, novela juvenil colectiva - Segundo volumen de la serie de novelas de Aurora (2021)[3]
- Aurora y siempre, novela juvenil colectiva - Tercer volumen de la serie de novelas de Aurora (2024)

#### Obras traducidas
- El árbol solitario, al francés: Sauvons notre parc (Canadá, 1991).
- El puente de piedra, al francés: Le pont de pierre (Francia, 1991); al catalán: El pont de pedra *Alimara (Barcelona, 1992).
- Nano y Esmeralda, al árabe: نانو وإزميرالدا (Beirut - Líbano, 2004).
- El cartero que se convirtió en carta, al gallego: O carteiro que se converteu en carta (1991); al *catalán: El carter que es va convertir en carta (1997).
- Jorge y el capitán, al coreano: (Corea, 2001).
- Alejandro sí se ríe, al catalán: L' Alexandre sí riu (1989).
- Un amigo en la selva, al valenciano: Un amic a la selva (1998).
- Luisón, al euskera: Luixon (1997).
- Apareció en mi ventana, al italiano: Aparve alla mia finestra (Casale Monferrato (AL) Italia, 1993); al portugués: Apareceu na minha janela (Lisboa, 1996).
- La princesa y el pirata, al portugués para adaptación teatral: Terezinha e o mar (Brasil, 2003).
- El rey Papamoscas, al catalán: El rei Papamosques (1992); al euskera: Errege Eulitxoria (1992); al gallego: O rei Papamoscas (1992).
- La gota de lluvia (1993), al catalán: La gota de pluja (1995); al euskera: Euri-ttantta (1996); al gallego: A pinga de choiva (1996);
- Anoche hablé con la luna, al italiano: Stanotte ho parlato con la luna (Pasian di Prato (UD) Italia, 2002).
- La maga Colasa y el socavón, al catalán: La maga Cassiana i el clot (2000).
- La maga Colasa y el globo, al catalán: La maga Cassiana i el globus (1997).
- Habitantes del río, al catalán: Habitants del riu (1998).
- Primo Cochinete, al catalán: El cosí Porquet (1998).
- El cofre del pirata, al catalán: El cofre del pirata (1998).
- Andrea y el cuarto rey mago, ; al euskera: Nora eta laugarren Errege Magoa (2003).
- Manolo Multón y el mago Guasón, al chino: (Shanghái, China, 2004).
- Macaco y Antón, al esperanto, "Markako kay Antono" (2005).
- El monstruo y la bibliotecaria, al catalán, El monstre i la bibliotecària (2006).
- Con los ojos cerrados, al alemán, Mordsverliebt, Frankfurt/Main (2006).
- Pigacín y los grandullones, al catalán, Pigacín i els ganâpies (2010).
- Pigacín y los grandullones, al euskera, Nimiño eta erraldoiak (2010).
- Timo Rompebombillas, al coreano (2010).
- El tigre que tenía miedo a las gallinas, al coreano (2010).
- El puente de piedra, al chino (2010).
- Más grande que yo, al chino (2010).
- La lección de cuatro patas, al catalán, La lliçó d’en Quatre Potes (2010)
- El ratón de Laviana, al coreano (2010).
- Barro de Medellín, al euskera, Medellingo lokatza (2010).
- Barro de Medellín, al japonés (2011).
- Barro de Medellín, al italiano, Il fango di Medellín (2014)
- Palabra de Nadie, al euskera, Neska Baten Hitza (2014)
- Ninfa rota, al Coreano (2020)

## Premios y reconocimientos
- Segundo premio "El Barco de Vapor", Las palabras mágicas. (1982)
- Segundo premio "Gran Angular" La casa de verano. (1983)
- Premio "Altea", La ciudad que tenía de todo. (1984)[4]
- Accésit Premio “Lazarillo”, Timo Rompebombillas. (1985)
- Segundo premio "El Barco de Vapor", Nano y Esmeralda. (1985)
- Lista de Honor de la CCEI, Timo Rompebombillas.(1987)
- Lista de Honor de la CCEI, La casa de verano. (1987)
- Lista de Honor de la CCEI, Nano y Esmeralda. (1988)
- Premio  "El Barco de Vapor", Apareció en mi ventana. (1989)[5]
- Lista de Honor de la CCEI, Alejandro no se ríe. (1989)
- Lista de Honor de la CCEI, Apareció en mi ventana. (1991)
- Lista de Honor de la CCEI, El laberinto de piedra. (1992)
- Premio "Il Paese dei Bambini" (Italia), Apparve alla mia finestra (Apareció en mi ventana). (1994)
- Lista de Honor de la CCEI, La gota de lluvia.(1994)
- Lista de Honor de la CCEI, Anoche hablé con la Luna. (1995)
- Lista de Honor de la CCEI, Sin billete de vuelta. (1995)
- Accésit Premio de novela corta "Gabriel Sijé", Habitación doble para uso individual. (Adultos). (1996)
- Lista de Honor de la CCEI, La maga Colasa y el globo. (1998)
- Lista de Honor de la CCEI, La última campanada. (2001)
- Lista de Honor de la CCEI, La sombra del gran árbol. (2001)
- Premio “Macondo” (IES Las Lagunas, de Madrid), La jefa de la banda. (2001)
- Premio ASSITEJ-ESPAÑA de Teatro, La guerra de nunca acabar. (2001)[6]
- Lista de Honor de la CCEI, Cerote, el rey del gallinero. (2002)
- Lista de Honor de la CCEI, Andrea y el cuarto rey mago. (2002)
- Lista de Honor de la CCEI, Las trenzas de Luna. (2002)
- Premio “Úrsula Iguarán” (IES Las Lagunas, de Madrid), Sin máscara. (2002)
- Premio “Aureliano Buendía” (IES Las Lagunas, de Madrid), Pupila de águila. (2003)
- Premio “Gran Angular”, Noche de alacranes. (2005)[7]
- “White Raven”, (Múnich - Alemania), El tigre que tenía miedo a las gallinas. (2005)
- Premio Fray Luis de León "Comunidad de Castilla y León", La montaña más bella. (2006)
- Finalista Premio de la CCEI, Soles negros. (2006)
- Lista de Honor de la CCEI, Noche de alacranes. (2006)
- Finalistas Premio de la CCEI, Tras la pista del abuelo y Eskoria. (2007)
- Premio Ala Delta, Barro de Medellín. (2008)
- Premio "Lector 2008" (Zamora), El beso de una fiera. (2008)
- Premio Cervantes Chico, por el conjunto de su obra. (2008)[8]
- Lista de Honor de la CCEI, Barro de Medellín y Autobiografía de un cobarde. (2009)
- "White Raven", (Múnich - Alemania), Barro de Medellín. (2009)
- Premio Nacional de Literatura Infantil y Juvenil, Barro de Medellín.  (2009)[9][10][11][12]
- Premio Hache, El rostro de la sombra. (2013)[13]
- Finalista Premio CCEI, Allegro. (2014).
- Candidato español al Hans Christian Andersen Award (2018)[14]
- Premio Anaya, Ninfa rota. (2019)[15]
- Candidato español al Astrid Lindgren Memorial Award, Suecia, (2018 y 2019)[16]
- "White Raven", (Múnich-Alemania), Ninfa rota. (2020).
- Premio Cuatrogatos, (Miami), Ninfa rota. (2020)[17]